# مناخ جنوب آسيا الموسمي

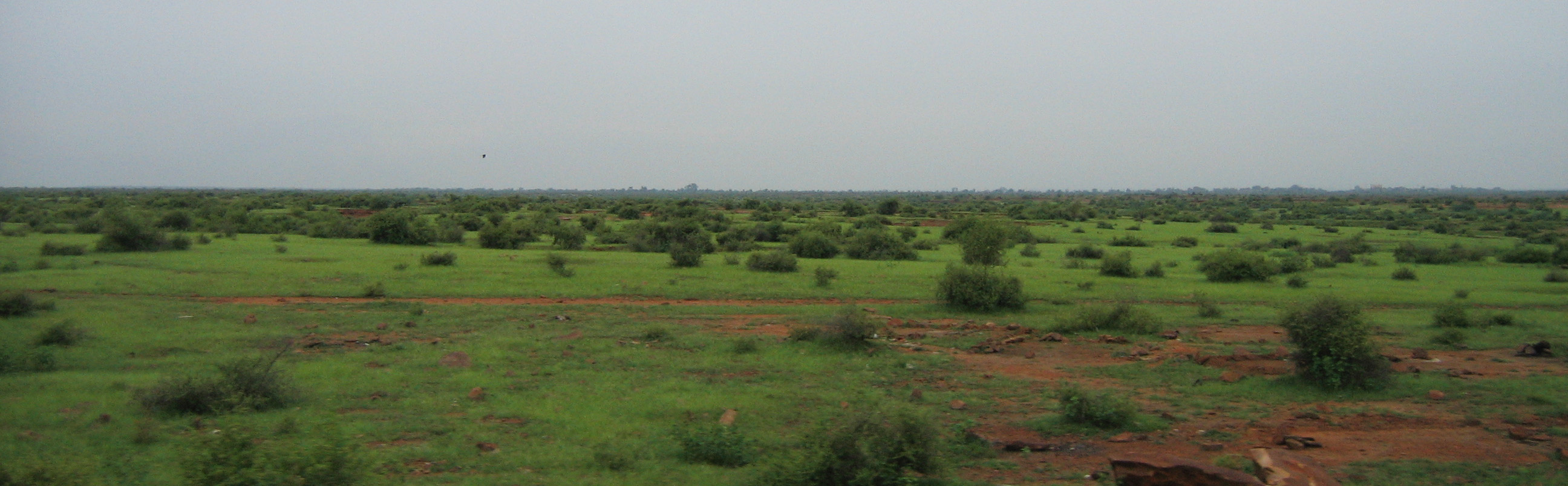
مناخ جنوب آسيا الموسمي

مناخ جنوب آسيا الموسمي هو المناخ الموسمي الذي يسود منطقة جنوب آسيا، وخصوصاً الهند.

## زخات المانجو
زخات المانجو Mango showers هو اسم محلي يطلق في الهند على الأمطار التي تهطل بشكل زخات قبل بداية موسم هطول الأمطار الموسمية الصيفية، وذلك في أشهر آذار ونيسان وأيار خلال موسم نضج ثمار المانجو.